# Ганс Валлен
Ганс Валлен  (швед. Hans Wallén, 19 січня 1961) — шведський яхтсмен, олімпійський медаліст.

## Виступи на Олімпіадах
| Олімпіада      | Дисципліна   | Місце |
| -------------- | ------------ | ----- |
| Барселона 1992 | клас Зоряний | 5     |
| Атланта 1996   | клас Зоряний | 2     |
| Сідней 2000    | клас Солінг  | 7     |

## Зовнішні посилання
- Досьє на sport.references.com [Архівовано 14 вересня 2011 у Wayback Machine.]